# Рено, Борис
Борис Рено (хорв. Boris Renaud, родился 2 января 1946 года в Вараждине) — югославский и хорватский хоккеист, выступавший на позиции нападающего. Вместе с Мирославом Гояновичем они были единственными хоккеистами-хорватами по национальности, выступавшими на Олимпийских играх в составе сборной Югославии.

## Биография
Борис Рено провёл значительную часть карьеры за команду «Медвешчак» в чемпионате Югославии, некоторое время выступал за белградский «Партизан» и нидерландский клуб «Неймеген Девилз». В чемпионате Югославии отметился 257 играми и 205 заброшенными шайбами. За сборную Югославии выступал на трёх олимпийских хоккейных турнирах 1964, 1968 и 1972 годов: в 13 играх отметился пятью заброшенными шайбами.